# Tropaeolum adpressum
Tropaeolum adpressum là một loài thực vật có hoa trong họ Tropaeolaceae. Loài này được Hughes miêu tả khoa học đầu tiên năm 1922.